# 在那遥远的地方 (电影)
《在那遥远的地方》（英語：In That Distant Place），中国大陆电影，导演滕文骥，主演张洪量、陈红、胡锦。

## 剧情
1930年代末1940年代初的北京城里，青年音乐工作者黄钟和女友江雪的爱情被江雪父母棒打鸳鸯，江雪身体有病，两人逃到西北新疆，一直到达坂城，黄钟卖唱赚钱。两人在达坂遇到好友维吾尔族买买提，买买提的新婚妻子在婚礼被巴依抢走，两人决心营救买买提的新婚妻子，不得已去了当官的江雪父亲的老友那求助，二人被官员出卖，黄钟被扔到了湖里，被藏族女子卓玛救出，江雪则被送往北京，途中被哈萨克族士兵救出，去了哈萨克草原，哈萨克族听说了江雪动人的爱情故事，便开始帮忙寻找黄钟。黄钟来到哈萨克草原，和江雪举行了婚礼，但是也死在那美丽的大草原。

## 演出
| 演员       | 角色     | 备注                       |
| 张洪量     | 黄钟     | 青年音乐工作者，女友江雪。 |
| 陈红       | 江雪     | 黄钟的女友。               |
| 努尔买买提 | 买买提   |                            |
| 张复建     | 江雪父亲 |                            |
| 沈雪珍     | 江雪母亲 |                            |
| 达娃央宗   | 卓玛     |                            |
| 胡锦       | 五多梅   |                            |
| 李志希     | 吴从周   |                            |
| 刘得贵     | 监狱官吏 |                            |
| 阿斯哈尔   | 穆拉提   |                            |
| 米玛       | 扎西     |                            |
| 哈伦拜克   | 哈斯木   |                            |
| 卢志强     | 土匪头目 |                            |
| 米妮拉     | 阿依古丽 |                            |
| 王厉君     | 王二贵   |                            |
| 余仲慰     | 客串     |                            |
| 曾敬超     | 客串     |                            |